# 太平洋公路 (澳洲)
太平洋公路（英語：Pacific Highway）是澳大利亚东部的一条重要海岸公路，连接新南威爾士州首府悉尼与昆士兰州首府布里斯本，南北向，全长780（485英里）。

## 歷史
最初，悉尼與布里斯本的交通多以輪船往來。直到20世紀初，各沿海城鎮伸延出來的道路開始互相接通，其發展相對內陸的道路較慢。悉尼到纽卡斯尔的沿海道路到1930年才打通，太平洋公路至1958年大致完成。

### 1996年升級總體規劃
堤維德岬與赫克瑟姆之間的單線行車路段被逐步提升至公路或雙行車道級別。計劃分為3個優先等次，預計1996年開始，2016年完成。

## 路线图
图示

## 外部連結
- Pacific Highway Upgrade project page （页面存档备份，存于）

- 维基共享资源上的相關多媒體資源：太平洋公路
- 维基导游上有關Pacific Highway的旅行指南